# Малая Лименца
Малая Лименца — река в России, протекает по территории Золотухского сельского поселения и Малошуйского городского поселения Онежского района Архангельской области. Длина река — 14 км.
Река берёт начало из Лембозера на высоте 49,1 м над уровнем моря и далее течёт преимущественно северном направлении по заболоченной местности.
Малая Лименца в общей сложности имеет пять малых притоков суммарной длиной 12 км.
Устье реки находится на Поморском берегу Онежской губы Белого моря.
Населённые пункты на реке отсутствуют.
Код объекта в государственном водном реестре — 03010000212102000007520.